# Imix
Imix (uitspreken als: iemiesj) betekent Rode Draak en is een van de 20 Mayanamen uit de Tzolkin-kalender.
De Rode Draak bezit de beginnende kracht van het Rode Oosten. Dit houdt in, dat het nieuwe scheppingen creëert en sterk via zijn instinct leeft.
Verder staat de Rode Draak erom bekend, dat hij informatie geeft aan anderen.